# Stora Vrången (Dalhems socken, Småland)
Stora Vrången är en sjö i Västerviks kommun i Småland och ingår i Storån-Botorpsströmmens kustområde. Sjön har en area på 1,29 kvadratkilometer och ligger 52,7 meter över havet. Sjön avvattnas av vattendraget Loftaån (Sedingsjöån).
Norr om sjön återfinns naturreservatet Stora Vången.

## Delavrinningsområde
Stora Vrången ingår i det delavrinningsområde (643191-152379) som SMHI kallar för Utloppet av Stora Vrången. Medelhöjden är 85 meter över havet och ytan är 5,25 kvadratkilometer. Räknas de 5 avrinningsområdena uppströms in blir den ackumulerade arean 70,12 kvadratkilometer. Avrinningsområdets utflöde Loftaån (Sedingsjöån) mynnar i havet. Avrinningsområdet består mestadels av skog (68 %). Avrinningsområdet har 1,26 kvadratkilometer vattenytor vilket ger det en sjöprocent på 23,9 %.